# 戸田市議会
戸田市議会（とだしぎかい）は、埼玉県戸田市に設置されている地方議会である。

## 概要
- 定数：26人
- 任期：2021年2月6日 - 2025年2月5日[1]
- 選挙区：市全体を1選挙区とする大選挙区制（単記非移譲式）
- 議長：竹内正明（公明党）
- 副議長：そごう拓也（みらいの会）

## 会派
| 会派名               | 議席数 | 議員名（◎は代表者）                                               | 女性議員数 | 女性議員の比率(%) |
| -------------------- | ------ | ----------------------------------------------------------------- | ---------- | ----------------- |
| みらいの会           | 6      | ◎榎本守明、遠藤英樹、細田昌孝、古屋としみつ、そごう拓也、熊木照明 | 0          | 0                 |
| 戸田の会             | 6      | ◎酒井郁郎、浅生和英、佐藤太信、宮内そうこ、野澤茂雅、矢澤青河     | 1          | 16.67             |
| 公明党               | 5      | ◎三浦芳一、竹内正明、三輪なお子、みうら伸雄、石川清明             | 1          | 20                |
| 令和会               | 4      | ◎斎藤直子、山崎雅俊、峯岸義雄、伊東秀浩                           | 1          | 25                |
| 日本共産党戸田市議団 | 3      | ◎本田哲、むとう葉子、花井伸子                                     | 2          | 66.67             |
| 立憲民主とだ         | 1      | 小金澤優                                                          | 0          | 0                 |
| とだ彩光会           | 1      | 林冬彦                                                            | 0          | 0                 |
| 計                   | 26     |                                                                   | 5          | 19.23             |

（2023年6月7日現在）

## 議員報酬等
| 役職   | 報酬            | 政務活動費 |
| ------ | --------------- | ---------- |
| 議長   | 月額 57万9000円 | 月額 4万円 |
| 副議長 | 月額 52万9000円 | 月額 4万円 |
| 議員   | 月額 48万9000円 | 月額 4万円 |

- 別途、年2回期末手当あり
- 政務活動費の残金は市に返還する義務がある
- 議員年金は2011年（平成23年）6月1日で廃止されている

## 選挙

### 2021年戸田市議会議員選挙
2021年1月31日執行　当日有権者数：108,606人　最終投票率：38.88%　定数：26人　立候補者数：36人
2020年東京都知事選挙の立候補者として話題を呼んだスーパークレイジー君（本名：西本誠）が立候補し、定数26人中25位で初当選した。公明党はこの選挙で議席を5から4へ、日本共産党は議席を4から3へ、それぞれ1つ減らした。
ところが、スーパークレイジー君議員は市内に居住実態（選挙前3ヶ月）がなく、公職選挙法で定められた被選挙権を有していないとの指摘が相次いだことから戸田市選挙管理委員会は調査を行った結果、居住実態がなく、被選挙権を有していなかったとして同年4月にスーパークレイジー君議員の当選を無効とする裁決を行ったため、スーパークレイジー君議員は埼玉県選挙管理委員会に異議申し立てを行ったが、県選挙管理委員会も7月に市選挙管理委員会の裁定を支持して異議申し立てを棄却したため、市・県選挙管理委員会の裁決の取り消しを求めて東京高等裁判所に提訴したが、10月に東京高裁は訴えを棄却、2022年3月4日、最高裁判所は市内に居住実態がないとしてスーパークレイジー君議員の当選無効を決定。同議員は同日付で失職した。司法判断が最終確定したことを受け、同月9日、戸田市選挙管理委員会は更正決定選挙会を開催。次点だった公明党公認新人の三浦伸雄候補の当選を決定した。この選挙において公明党は2017年市議選と同じ5議席を獲得したことになった。
なお、スーパークレイジー君は当選無効が確定した直後は東京大学で政治学を学ぶとしていたが、3月20日投開票の戸田市長選挙に出馬して落選した。
| 順位 | 当落 | 候補者名   | 年齢 | 所属党派   | 新旧別 | 得票数    |
| ---- | ---- | ---------- | ---- | ---------- | ------ | --------- |
| 1    | 当   | 宮内奏子   | 39   | 無所属     | 新     | 3,023     |
| 2    | 当   | 矢沢青河   | 34   | 無所属     | 現     | 2,367     |
| 3    | 当   | 浅生和英   | 52   | 無所属     | 現     | 1,834     |
| 4    | 当   | 佐藤太信   | 40   | 無所属     | 現     | 1,782     |
| 5    | 当   | 斎藤直子   | 59   | 無所属     | 現     | 1,775     |
| 6    | 当   | 酒井郁郎   | 45   | 無所属     | 現     | 1,568     |
| 7    | 当   | 榎本守明   | 60   | 無所属     | 現     | 1,549     |
| 8    | 当   | 武藤葉子   | 46   | 日本共産党 | 現     | 1,526     |
| 9    | 当   | 野沢茂雅   | 61   | 無所属     | 新     | 1,480     |
| 10   | 当   | 三浦芳一   | 66   | 公明党     | 現     | 1,456.621 |
| 11   | 当   | 本田哲     | 48   | 日本共産党 | 現     | 1,416     |
| 12   | 当   | 十川拓也   | 38   | 無所属     | 現     | 1,322     |
| 13   | 当   | 竹内正明   | 49   | 公明党     | 現     | 1,265     |
| 14   | 当   | 三輪なお子 | 60   | 公明党     | 現     | 1,245     |
| 15   | 当   | 細田昌孝   | 51   | 無所属     | 現     | 1,225     |
| 16   | 当   | 遠藤英樹   | 48   | 無所属     | 現     | 1,210     |
| 17   | 当   | 花井伸子   | 65   | 日本共産党 | 現     | 1,185     |
| 18   | 当   | 峯岸義雄   | 66   | 無所属     | 現     | 1,160     |

| 順位 | 当落 | 候補者名             | 年齢 | 所属党派               | 新旧別 | 得票数   |
| ---- | ---- | -------------------- | ---- | ---------------------- | ------ | -------- |
| 19   | 当   | 熊木照明             | 67   | 無所属                 | 現     | 1,117    |
| 20   | 当   | 石川清明             | 60   | 公明党                 | 現     | 1,046    |
| 21   | 当   | 小金沢優             | 48   | 立憲民主党             | 新     | 1,002    |
| 22   | 当   | 山崎雅俊             | 66   | 無所属                 | 現     | 1,001    |
| 23   | 当   | 古屋智通             | 55   | 無所属                 | 新     | 0948     |
| 24   | 当   | 伊東秀浩             | 72   | 無所属                 | 現     | 0918     |
| 25   | 当   | スーパークレイジー君 | 34   | スーパークレイジー君党 | 新     | 0912     |
| 26   | 当   | 林冬彦               | 56   | 無所属                 | 現     | 0901     |
| 27   | 繰   | 三浦伸雄             | 38   | 公明党                 | 新     | 0887.378 |
| 28   | 落   | 石垣好和             | 49   | 日本維新の会           | 新     | 0861     |
| 29   | 落   | 高橋秀樹             | 74   | 無所属                 | 現     | 0773     |
| 30   | 落   | 土屋英美子           | 69   | 日本共産党             | 現     | 0769     |
| 31   | 落   | 三谷ありさ           | 34   | 無所属                 | 新     | 0710     |
| 32   | 落   | 黒瀬信明             | 36   | NHKから自国民を守る党  | 新     | 0520     |
| 33   | 落   | 依田修一             | 46   | 無所属                 | 新     | 0454     |
| 34   | 落   | 川田進康             | 61   | 無所属                 | 新     | 0220     |
| 35   | 落   | 渡久地祐貴           | 26   | 愛煙党                 | 新     | 0187     |
| 36   | 落   | 鈴木嘉弘             | 60   | 無所属                 | 新     | 0118     |

## 不祥事
2025年1月26日に行われた戸田市議選で1392票を獲得し11位で初当選した渡辺塁が公職選挙法の買収容疑で4月20日に埼玉県警に逮捕された。
各社の報道によると渡辺は1月30日の選挙運動にてビラ配りを手伝った見返りとして、JR戸田駅前で2人に現金を手渡した疑いが持たれている。
5月9日に渡辺は公選法違反の買収罪で略式起訴され、さいたま簡裁は同日付で罰金40万円の略式命令を出した。その後渡辺は20日に「一身上の都合」を理由に戸田市議を辞職している。